# Bryan Bickell
Bryan Bickell, född 9 mars 1986 i Bowmanville, Ontario, är en kanadensisk före detta professionell ishockeyspelare som sist spelade för Carolina Hurricanes i NHL. Han listades som 41:e spelare totalt i NHL-draften 2004 av Chicago Blackhawks.
Bryan Bickell har tillhört Blackhawks organisation sedan 2006 men spelade inte en full säsong med laget förrän säsongen 2010–11. Bickell var en av spelarna som fick chansen när Blackhawks blev tvungna att anpassa laget till lönetaket efter säsongen 2009–10. 2009–10 spelade Bickell 16 matcher i grundserien och 4 matcher i slutspelet. Men de fyra matcherna räckte för att han skulle räknas som delaktig i Blackhawks Stanley Cup-seger 2010.
Under Bickells första hela säsong i NHL fick han ihop 17 mål och 37 poäng på 78 matcher. Han vann Stanley Cup med Blackhawks 2013 och 2015.
Bickell avslutade sin karriär 2017 efter att ha diagnosticerats med multipel skleros.

## Statistik
GTHL = Greater Toronto Hockey League

### Klubbkarriär
| 2000–01    | Toronto Red Wings  | GTHL       | 65  | 78 | 62 | 140 | 20 | —  | — | —  | —  | —  |
| 2001–02    | Toronto Red Wings  | GTHL       | 65  | 31 | 41 | 72  | 76 | —  | — | —  | —  | —  |
| 2002–03    | Ottawa 67's        | OHL        | 50  | 7  | 10 | 17  | 4  | 20 | 5 | 3  | 8  | 12 |
| 2003–04    | Ottawa 67's        | OHL        | 59  | 20 | 16 | 36  | 76 | 7  | 3 | 0  | 3  | 11 |
| 2004–05    | Ottawa 67's        | OHL        | 66  | 22 | 32 | 54  | 95 | 21 | 5 | 12 | 17 | 32 |
| 2005–06    | Ottawa 67's        | OHL        | 41  | 28 | 22 | 50  | 41 | —  | — | —  | —  | —  |
| 2005–06    | Windsor Spitfires  | OHL        | 26  | 17 | 16 | 33  | 19 | 7  | 5 | 5  | 10 | 10 |
| 2006–07    | Norfolk Admirals   | AHL        | 48  | 10 | 15 | 25  | 66 | 2  | 0 | 0  | 0  | 0  |
| 2006–07    | Chicago Blackhawks | NHL        | 3   | 2  | 0  | 2   | 0  | —  | — | —  | —  | —  |
| 2007–08    | Rockford IceHogs   | AHL        | 73  | 19 | 20 | 39  | 52 | 12 | 2 | 3  | 5  | 11 |
| 2007–08    | Chicago Blackhawks | NHL        | 4   | 0  | 0  | 0   | 2  | —  | — | —  | —  | —  |
| 2008–09    | Rockford IceHogs   | AHL        | 42  | 6  | 8  | 14  | 60 | 4  | 0 | 2  | 2  | 4  |
| 2009–10    | Chicago Blackhawks | NHL        | 16  | 3  | 1  | 4   | 5  | 4  | 0 | 1  | 1  | 2  |
| 2009–10    | Rockford IceHogs   | AHL        | 65  | 16 | 15 | 31  | 58 | —  | — | —  | —  | —  |
| 2010–11    | Chicago Blackhawks | NHL        | 78  | 17 | 20 | 37  | 40 | 5  | 2 | 2  | 4  | 0  |
| 2011–12    | Chicago Blackhawks | NHL        | 71  | 9  | 15 | 24  | 48 | 6  | 2 | 0  | 2  | 4  |
| NHL totalt | NHL totalt         | NHL totalt | 172 | 31 | 36 | 67  | 95 | 15 | 4 | 3  | 7  | 6  |